# Pablo Galdames
Pour les articles homonymes, voir Galdames (homonymie) et Díaz.
Pablo Manuel Galdames Díaz (né le 26 juin 1974 à Santiago au Chili) est un joueur de football international chilien, qui évoluait au poste de milieu de terrain.

## Biographie

### Carrière en sélection
Avec l'équipe du Chili, il dispute 22 matchs (pour 2 buts inscrits) entre 1995 et 2001. Il figure notamment dans le groupe des sélectionnés lors des Copa América de 1995 et de 2001.

## Palmarès
- Champion du Chili en 1999 et 2000 avec l'Universidad de Chile
- Vainqueur de la Coupe du Chili en 1993 avec l'Unión Española, en 1998 et 2000 avec l'Universidad de Chile